# Småtjärnarna (Hede socken, Härjedalen, 691102-136324)
Småtjärnarna är en sjö i Härjedalens kommun i Härjedalen och ingår i Ljusnans huvudavrinningsområde.